# Christophe Jallet
Christophe Jallet (Cognac, 31 de outubro de 1983) é um ex-futebolista francês que atuava como lateral-direito.

## Carreira
Jallet começou a carreira no Niort.

## Títulos
Paris Saint-Germain
- Copa da França: 2009-10
- Supercopa da França: 2013
- Campeonato Francês: 2012-13, 2013-14
- Copa da Liga Francesa: 2013-14